# 12 Gold Bars
12 Gold Bars — збірник британського рок-гурту Status Quo, який досяг 3-ї позиції у чарті «UK Albums Chart» і залишався в чартах упродовж 48 тижнів — довше, ніж будь-який інший альбом гурту.
Усі пісні з альбому були хітами у 1972-1979 роках.
У 1984 році вийшла друга частина збірника під назвою 12 Gold Bars Vol. 2.

## Список композицій
1. «Rockin' All Over the World» (Fogerty) — 3:58
2. «Down Down» (Rossi/Young) — 4:15
3. «Caroline» (Rossi/Young) — 4:08
4. «Paper Plane» (Rossi/Young) — 3:16
5. «Break the Rules» (Rossi/Young/Parfitt/Lancaster/Coghlan) — 4:03
6. «Again and Again» (Parfitt/Bown/Lynton) — 4:04
7. «Mystery Song» (Parfitt/Young) — 4:24
8. «Roll Over Lay Down» (Rossi/Young/Lancaster/Parfitt/Coghlan) — 6:17
9. «Rain» (Parfitt) — 5:03
10. «Wild Side of Life» (Warren/Carter) — 3:36
11. «Whatever You Want» (Parfitt/Bown) — 4:28
12. «Living on an Island» (Parfitt/Young) — 4:15